# Irène de Hongrie
Pour les articles homonymes, voir Irène et Sainte Irène.
Irène de Hongrie, ou Piroska, rebaptisée sous le nom Eirene (née vers 1088 à Esztergom - morte le 13 août 1134), est une impératrice byzantine.
C’est aussi une sainte des Églises chrétiennes, célébrée le 13 août,.

## Biographie

### Enfance et mariage
Piroska est la fille du roi Ladislas Ier de Hongrie et d’Adélaïde de Rheinfelden, fille du duc Rodolphe Ier de Souabe. Elle est née à Esztergom dans l’actuel Komárom-Esztergom au nord de la Hongrie. Sa mère Adélaïde disparaît en 1090 quand Piroska n’a encore que deux ans. Son père suit son épouse dans la tombe quelques années plus tard, le 29 juillet 1095. Le neveu de Ladislas, Coloman de Hongrie, lui succède et devient le tuteur de sa cousine orpheline.
Le nouveau souverain magyar, pour améliorer les relations avec son voisin byzantin Alexis Ier Comnène, organise le mariage de sa cousine avec Jean II Comnène, le fils aîné et héritier présomptif d’Alexis Ier Comnène et d’Irène Doukas. Jean est déjà empereur associé à son père depuis le 1er septembre 1092. Les négociations nuptiales aboutissent et le mariage est célébré en 1104. L’union est consacrée par Jean Zonaras et Jean Cinnamus. Lors de son adhésion à l'Église orthodoxe, elle est rebaptisée Irène, et s’installe au palais impérial de Constantinople.

### Vie religieuse
Irène joue un rôle mineur dans le gouvernement de l’Empire. Très pieuse, elle vivait simplement au Grand Palais. Elle et Jean II — très pieux lui aussi — fondèrent beaucoup de monastères dont en particulier celui du Christ Pantocrator à Constantinople.

### Décès et fête religieuse
Irène meurt le 13 août 1134. Elle est plus tard vénérée, notamment dans la religion orthodoxe, comme une sainte et sa fête est célébrée le 13 août.

## Descendance
De l’union avec Jean II Comnène naissent huit enfants, énumérés dans la chronique de Nicétas Choniatès :
1. Alexis Comnène, aîné et coempereur de 1122 à sa mort en 1142 ;
2. Maria Comnène, la jumelle d’Alexis, épouse de Jean Roger Dalassenos ;
3. Andronic (Andronikos) Comnène ;
4. Anna Comène, épouse de Stéphanos Kontostephanos ;
5. Isaac Comnène ;
6. Theodora Comnène, épouse de Manuel Anemas ;
7. Eudoxie (Eudokia) Comnène, épouse de Theodoros Vatatzes ;
8. Manuel Ier Comnène, empereur byzantin de 1143 à 1180.